# 大沢信吾
大沢 信吾（おおさわ しんご）は、主に特撮・テレビドラマ作品を手がける撮影技師。

## 経歴
円谷プロにて2年ほど助手を経たのちフリーとなり、1980年に東映東京撮影所に入所。『Gメン'75』に1年ほど関わったあと、東映不思議コメディーシリーズの『ロボット8ちゃん』より撮影助手として東映特撮の現場に初参加。
1986年、『勝手に!カミタマン』第48、49話にて撮影技師デビュー。同シリーズでは『おもいっきり探偵団 覇悪怒組』『うたう!大龍宮城』『有言実行三姉妹シュシュトリアン』でメインの撮影技師を務め、通算で108話の撮影を担当。
不思議コメディーシリーズ終了後は、一般作品に携わる傍らメタルヒーローシリーズ、スーパー戦隊シリーズに撮影助手(計測)として参加。1998年『星獣戦隊ギンガマン』第39、40話にて戦隊では初の撮影監督を務める。以降の作品では別班の撮影監督を担当し2003年、パイロット作品を手がけた『爆竜戦隊アバレンジャー』以降、2023年放送の『暴太郎戦隊ドンブラザーズ』の最終話に至るまで全ての作品でサブキャメラマンとして作品に携わる。テレビシリーズでは『特捜戦隊デカレンジャー』から『宇宙戦隊キュウレンジャー』、『機界戦隊ゼンカイジャー』『ドンブラザーズ』の計16シリーズで最も多くの話数で撮影監督を手掛け、スーパー戦隊シリーズでは最多登板のいのくままさおに次ぐ560話以上の撮影監督を担当。『王様戦隊キングオージャー』には不参加だったが『爆上戦隊ブンブンジャー』よりシリーズに復帰している。
2011年、『ゴーカイジャー ゴセイジャー スーパー戦隊199ヒーロー大決戦』にて初めて劇場映画の撮影監督を担当。近年も2020年に『劇場版 騎士竜戦隊リュウソウジャーVSルパンレンジャーVSパトレンジャー』で劇場映画の撮影監督を担当した。

## 主な作品

### テレビ

#### 撮影
- 勝手に!カミタマン（1985年）
- もりもりぼっくん（1986年）
- おもいっきり探偵団 覇悪怒組（1987年）
- じゃあまん探偵団 魔隣組（1988年）
- 探偵団スペシャル 魔隣組対覇悪怒組 (ジゴマvs魔天郎)（1989年）
- さかなでバーのクリスマス（1989年）
- 美少女仮面ポワトリン（1990年）
- 新入社員物語　オフィスティケイテッドレイディース（1990年）
- うたう!大龍宮城（1992年）
- 有言実行三姉妹シュシュトリアン（1993年）
- 星獣戦隊ギンガマン（1998年）
- 救急戦隊ゴーゴーファイブ（1999年）
- 未来戦隊タイムレンジャー（2000年）
- 百獣戦隊ガオレンジャー（2001年）
- 忍風戦隊ハリケンジャー（2002年）
- 爆竜戦隊アバレンジャー（2003年）
- 特捜戦隊デカレンジャー（2004年）
- 魔法戦隊マジレンジャー（2005年）
- 轟轟戦隊ボウケンジャー（2006年）
- 獣拳戦隊ゲキレンジャー（2007年）
- 炎神戦隊ゴーオンジャー（2008年）
- 侍戦隊シンケンジャー（2009年）
- 天装戦隊ゴセイジャー（2010年）
- 海賊戦隊ゴーカイジャー（2011年）
- 特命戦隊ゴーバスターズ（2012年）
- 獣電戦隊キョウリュウジャー（2013年）
- 烈車戦隊トッキュウジャー（2014年）
- 手裏剣戦隊ニンニンジャー（2015年）
- 動物戦隊ジュウオウジャー（2016年）
- 宇宙戦隊キュウレンジャー（2017年）
- 快盗戦隊ルパンレンジャーVS警察戦隊パトレンジャー（2018年）
- 騎士竜戦隊リュウソウジャー（2019年）
- 魔進戦隊キラメイジャー（2020年）
- 機界戦隊ゼンカイジャー（2021年）
- 暴太郎戦隊ドンブラザーズ（2022年）
- 爆上戦隊ブンブンジャー（2024年）

#### 計測
- スターウルフ（1978年）
- 恐竜戦隊コセイドン（1978年）
- 消えた巨人軍（1978年）
- 探偵物語（1979年）
- Gメン'75（1980年）
- ロボット8ちゃん（1981年）
- バッテンロボ丸（1982年）
- ペットントン（1983年）
- どきんちょ!ネムリン（1984年）
- 魔法少女ちゅうかなぱいぱい!（1989年）
- 魔法少女ちゅうかないぱねま!（1989年）
- 不思議少女ナイルなトトメス（1991年）
- 特捜ロボジャンパーソン（1993年）
- 重甲ビーファイター（1995年）
- 超力戦隊オーレンジャー（1995年）
- 電磁戦隊メガレンジャー（1997年）

### ビデオ
- スワッピングスクール（1996年）
- 救急戦隊ゴーゴーファイブ 激突!新たなる超戦士（1999年）
- 救急戦隊ゴーゴーファイブVSギンガマン（2000年）
- 特捜戦隊デカレンジャーVSアバレンジャー（2005年）
- 獣拳戦隊ゲキレンジャースペシャルDVD ギュンギュン!拳聖大運動会（2007年）
- 獣拳戦隊ゲキレンジャーVSボウケンジャー（2008年）
- 帰ってきた侍戦隊シンケンジャー 特別幕（2010年）
- 天装戦隊ゴセイジャー Special Epic ニューヒーロー降臨!（2010年）
- 帰ってきた天装戦隊ゴセイジャー last epic（2011年）
- 帰ってきた特命戦隊ゴーバスターズVS動物戦隊ゴーバスターズ（2013年）
- 帰ってきた獣電戦隊キョウリュウジャー 100 YEARS AFTER（2014年）
- 行って帰ってきた烈車戦隊トッキュウジャー 夢の超トッキュウ7号（2015年）
- 帰ってきた手裏剣戦隊ニンニンジャー ニンニンガールズVSボーイズ FINAL WARS（2016年）
- 帰ってきた動物戦隊ジュウオウジャー お命頂戴!地球王者決定戦（2017年）
- ルパンレンジャーVSパトレンジャーVSキュウレンジャー（2019年）

### 映画
- ゴーカイジャー ゴセイジャー スーパー戦隊199ヒーロー大決戦（2011年）
- 海賊戦隊ゴーカイジャー THE MOVIE 空飛ぶ幽霊船（2011年）
- 獣電戦隊キョウリュウジャーVSゴーバスターズ 恐竜大決戦! さらば永遠の友よ（2014年）
- 劇場版 騎士竜戦隊リュウソウジャーVSルパンレンジャーVSパトレンジャー（2020年）

### ネットムービー
- 炎神戦隊ゴーオンジャー BONBON！BONBON！ネットでBONG!!（2008年）
- 快盗戦隊ルパンレンジャー＋警察戦隊パトレンジャー ～究極の変合体！～（前編、後編 2018年）
- 警察戦隊パトレンジャー Feat. 快盗戦隊ルパンレンジャー ～もう一人のパトレン2号～（前編、後編 2018年）
- 機界戦隊ゼンカイジャー スピンオフ ゼンカイレッド大紹介！（2021年3月21日・28日、TELASA）

### その他
- 機界戦隊ゼンカイジャー Blu-rayCOLLECTION映像特典「ゼンカイ豆劇場」（2021年）